# Hinundayan
Hinundayan ist eine philippinische Stadtgemeinde in der Provinz Southern Leyte. Sie hat 12.285 Einwohner (Zensus 1. August 2015).

## Baranggays
Hinundayan ist politisch in 17 Baranggays unterteilt.
| - Amaga - Ambao - An-an - Baculod - Biasong - Bugho - Cabulisan - District I (Pob.) - District II (Pob.) | - District III (Pob.) - Hubasan - Cat-iwing - Lungsodaan - Navalita - Plaridel - Sabang - Sagbok |